# Ялуз, Гани
Гани Ялуз (фр. Abdelghani «Ghani» Yalouz; род. 28 декабря 1967, Касабланка, Касабланка) — французский борец греко-римского стиля, чемпион и призёр чемпионатов Европы, призёр чемпионата мира, серебряный призёр летних Олимпийских игр 1996 года в Атланте, участник трёх Олимпиад.

## Карьера
Выступал в лёгкой и средней весовых категориях. Чемпион (1992, 1995 годы), серебряный (1994) и бронзовый (1989, 1990, 1996) призёр чемпионатов Европы. Серебряный (1989, 1994) и бронзовый (1993) призёр чемпионатов мира.
На летних Олимпийских играх 1992 года в Барселоне Ялуз победил югослава Нандора Сабо, румына Петрича Караре, болгарина Стояна Стоянова, но проиграл победителю этой Олимпиады венгру Аттиле Репке. В последней схватке француз уступил американцу Родни Смиту и занял 5-е место.
На следующей Олимпиаде в Атланте Ялуз победил россиянина Александра Третьякова, японца Ясуси Мияки, представителя Белоруссии Камандара Маджидова. В финальной схватке француз уступил поляку Рышарду Вольны и завоевал олимпийское серебро.
На летних Олимпийских играх 2000 года в Сиднее Ялуз победил венгра Чабу Хирбика, но уступил представителю Эстонии Валерию Никитину и выбыл из дальнейшей борьбы, заняв итоговое 11-е место.